# Journal of Lesbian Studies
Journal of Lesbian Studies es una revista académica interdisciplinaria revisada por pares estadounidense publicada por Taylor & Francis. Examina el impacto cultural, histórico e interpersonal de la experiencia lésbica en la sociedad.
La revista es un foro de investigación y teoría que aborda la historia, la política, la ciencia, la raza, la literatura y las cuestiones del ciclo de vida de las lesbianas. También incluye reseñas de libros relacionados con estudios lésbicos. Fue fundada en 1997 por Haworth Press, que posteriormente fue adquirida por Taylor & Francis en 2007.